# Lens (planta)
El género Lens de las leguminosas familia Fabaceae contiene cuatro especies de hierbas pequeñas, erectas o decumbentes con hojas pinnadas y flores blancas pequeñas inconspicuas y también pequeños frutos legumbres achatadas. Las semillas comestibles de las spp. de Lens son las lentejas; la más común es Lens culinaris.

## Especies seleccionadas[1]
- Lens culinaris - Lenteja
- Lens ervoides
- Lens lamottei
- Lens nigricans